# Rochestrska stolnica
Rochestrska stolnica, uradno Stolna cerkev Kristusa in blažene device Marije, je angleška cerkev normanske arhitekture oziroma angleške gotike v  Rochestru v Kentu.
Cerkev je stolnica škofije Rochester v anglikanski cerkvi in sedež (cathedra) škofa Rochestra, druge najstarejše škofije v Angliji po  Canterburyjski. Poslopje ima status spomenika I. razreda (številka 1.086.423).

## Zgodovina

### Anglosaška ustanovitev
Rochestrsko škofijo je ustanovil sv. Just, eden od misijonarjev, ki so spremljali Avguština Canterburyjskega pri pokristjanjevanju poganskih prebivalcev južne Anglije na začetku 7. stoletja. Kot prvi škof Rochestra je Just dobil dovoljenje kralja Æthelberhta Kentskega, da je postavil cerkev, posvečeno svetemu Andreju (podobno kot samostan v Rimu, kjer sta se Avguštin in Just odločala za Anglijo), na mestu sedanje stolnice, ki je postala sedež škofije. Stolnico je vodil kolegij duhovnikov in je imela posesti v bližini mesta, imenovanega Priestfields.
Pod rimskim sistemom je škof ustanovil šolo za izobraževanje duhovnikov. Za zagotavljanje glasbene spremljave je bil ustanovljen pevski zbor. Skupaj s stolnico danes tvori Kraljevo šolo v Rochestru. Kakovost usposabljanja pevcev je pohvalil Beda Častitljivi.
Prva stolnica je bila 13 m visoka in 8,5 m široka. Apsida je označena v sedanji stolnici na tleh in zunaj kaže linijo zidu. Denar za gradnjo stavbe je šel kralju Æthelbertu namesto Justu. Beda opisuje grobnico svetega Pavla kot "v svetišču apostola Andreja, ki ga je kralj Æthelbert ustanovil podobno, kot je zgradil mesto Rochester".
Kralj Æthelbert je umrl leta 617, njegov naslednik, Eadbald Kentski, pa ni bil kristjan. Just je pobegnil v Frankovsko in tam ostal eno leto, preden ga je poklical kralj.
Leta 644 je bil Itamar prvi v Angliji rojeni škof, posvečen v stolnici. Itamarja je 26. marca 655 posvetil Deusdedit (prvi saški canterburyjski nadškof).
Stolnico je leta 676 večkrat opustošil kentski kralj Ethelred iz Mercije. Škoda je bila tolikšna, da se je škof Putta umaknil iz škofije in jo prepustil nasledniku, Cwichelmu.
Leta 762 je lokalni poglavar Sigerd dodelil škofu posesti tako kot tudi njegov naslednik Egbert. Znana je listina – potrdilo Offa iz Mercije – kot poglavarja lokalnega kraljestva.
Po vdoru leta 1066 je Viljem Osvajalec dodelil stolnico in njene posesti svojemu polbratu Odu iz Bayeuxa. Škof Odo je odtujil sredstva in povzročil, da je stolnica začela propadati. Stara zgradba je bila uničena. Ko je bil škof Siward (1058–1075), so štirje ali pet kanonikov živeli v umazaniji in revščini. Eden od kanonikov je postal vikar Chatham in dobil dovolj denarja, da ga je daroval stolnici za dušo in pokop svoje žene Godgife.

### Srednjeveški samostan

#### Gundulfova cerkev
Nadškof Lanfranc Canterburyjski je med drugim okoli leta 1072 pripeljal Oda na sojenje v Penenden Heath. Po dokončnem padcu Oda je bil Gundulf leta 1077 imenovan za prvega normanskega škofa Rochestra. Stolnica in njene posesti so bile ponovno škofove.
Zdi se, da je bila gradnja stolnice, ki se danes imenuje po njem, prvo Gundulfovo delo. Približno v 1080-ih se je začela gradnja nove stolnice, ki je nadomestila Justovo cerkev. Bil je nadarjen arhitekt, ki je verjetno igral pomembno vlogo pri oblikovanju ali delih. Prva stolnica je imela prezbiterij s šestimi oboki z ladjo enake dolžine. Štirje najbolj vzhodni oboki so sestavljali več kot eno obok, ki je del kripte. Na vzhodu je bila majhna izboklina, verjetno za srebrno Paulinusovo svetišče, ki je bilo tja preneseno iz stare stolnice. Transepta sta bila dolga 36,5 metra in le 4,5 metra široka. S tako ozkima transeptoma se šteje, da je vzhodni lok ladje segel v korni lok. Na jugu je bil zgrajen en stolp (od tega ni vidnih ostankov). Nad križanjem ladij ni bilo stolpa. Ladja najprej ni bila končana. Očitno je bila zasnovana tako, da bi imela devet obokov, večino na južni strani. Le pet na severni je dokončal Gundulf. Kor je bil potreben za samostan, je bila južna stena oblikovana kot del teh stavb. Morda je  preprosto državljanom prepustil dokončanje župnijskega dela stavbe. Gundulf se ni ustavil pri družbeni strukturi, zamenjal je tudi posvetne kaplane z benediktinskimi menihi, dobil več kraljevih donacij posesti in dokazal, da je velik dobrotnik svojega stolnega mesta.
Leta 1078 je Gudulf ustanovil bolnišnico svetega Bartolomeja tik zunaj mesta Rochester. Samostan svetega Andreja je prispeval dnevne in tedenske provizije in prejel tudi ponudbo dveh oltarjev svetega Jakoba in svetega Egidija.
Ko sta bila škofa Ernulf (1115–1124) in John I. (1125–1137), je bila stolnica končana. Kor so preuredili, ladje delno obnovili, Gundulfove ladijske stebre so obložili in zgradili zahodni konec. Ernulf je zaslužen tudi za gradnjo refektorija, dormitorija (spalnice) in kapiteljske dvorane, ostal je le njen del. Končno je škof John prenesel Itamarjeve ostanke iz stare saške stolnice v novo normansko, ki je bila posvečena leta 1130 (ali morda 1133). Posvetil  jo je canterburyjski nadškof skupaj s 13 škofi v prisotnosti Henrika I., toda svečanost je skazil velik požar, ki je skoraj uničil celotno mesto in poškodoval novo stolnico. Ta je bila hudo poškodovana še v požarih leta 1137 in 1179. Eden ali drugi od teh požarov je bilo tako hud, da je močno poškodoval ali uničil vzhodni trakt in ladje. Samostanska poslopja škofa Ernulfa so bila tudi poškodovana.

#### Srednjeveška predelava
Verjetno je Gilbert de Glanville (škof 1185–1214) okoli 1190 začel obnavljati vzhodni konec in samostanske stavbe. Severni kor transepta je bil dovolj narejen, da bi lahko pokopali svetega Viljema iz Pertha leta 1201, krsta bi lahko bila v severnem koru transepta, dokler ni bil končan. Leta 1215 so jo sile kralja Ivana med obleganjem gradu izropale. Edmund de Hadenham je poročal, da ni bilo levega ciborija, »v katerem bi lahko telo gospoda počivalo na oltarju.« Leta 1227 je bil kor ponovno uporaben, ko so menihi slovesno vstopili vanj. Stolnico je leta 1240 ponovno posvetil škof Richard Wendene (znan tudi kot Richard de Wendover), ki je bil prestavljen iz Bangorja.
Romarji so v stolnici množično častili Relikvije svetega Paulinusa in Viljema iz Pertha skupaj z ostanki svetega Itamarja. Njihova darila so bila tako bogata, da so lahko financirali dela.
V primerjavi s samostani, ki so jih vodili opati, je samostansko stolnico vodil prior s predhodno dodatno podporo škofa. Rochester in Carlisle (druga obubožana škofija) sta bili nenavadni pri zagotavljanju uveljavljanja številnih menihov, da so postali škofje. Med letom 1215 in razpustom je bilo sedem škofov v Rochestru najprej menihov. Posledica meniške navezanosti je pomanjkanje pokroviteljstva. Do zgodnjega 16. stoletja je bilo le 4 % pokroviteljev iz nežupnij. Škofje so bili zato kronično omejeni s sredstvi za nemeniški del stolnice.
Naslednja faza razvoja se je začela s cerkovnikom Richardom de Eastgatom. Dva vzhodna oboka ladje sta bila očiščena, zgrajeni so bili štirje veliki stebri, ki so podpirali stolp. Izdelana je bila severna ladja transepta. Delo je skoraj končal Thomas de Mepeham, ki je postal cerkovnik leta 1255. Ne dolgo potem, ko je bil končan južni transept, so obnovili dva oboka ladje najbližje križišču, njihovi sedanji obliki. Zdi se, da je bil namen obnoviti celotno ladjo, vendar pa je verjetno pomanjkanje sredstev ohranilo pozno normansko delo.
Stolnico je leta 1264 oskrunila vojska Simona de Montforta pri obleganju mesta in gradu. Zapisano je, da so oboroženi vitezi prišli v cerkev in odvlekli nekaj beguncev. Ukradli so zlato in srebro ter uničili dokumente. Nekatere samostanske stavbe so spremenili v hlev. Po nekaj več kot letu je De Montfort padel v bitki pri Eveshamu proti silam kralja Edvarda I. Leta 1300 je Edvard potoval skozi Rochester na svoji poti v Canterbury in menda dal sedem šilingov za relikvije svetega Viljema in spet naslednji dan. Ob vrnitvi je spet obiskal stolnico in dal še dodatnih sedem šilingov za vsako svetišče.
V novem stoletju so bile dokončane nove okrasitve s prvotno normansko arhitekturo. Obnovo ladje so dokončno opustili. Okoli leta 1320 je bil južni transept spremenjen tako, da je dobil oltar device Marije.
Priorstvo samo je bilo obzidano zunaj mesta. Oratorij je bil ustanovljen in angulo navis (v kotu ladje) za rezervni tabernakelj.
Osrednji stolp je bil končno zgrajen pod škofom Hamo de Hythe leta 1343, kar v bistvu pomeni dokončanje stolnice. Vanj so bili nameščeni zvonovi. V istem času so bila zgrajena vrata v kapiteljsko dvorano. Črna smrt je prizadela Anglijo v letih 1347–49. Od takrat naprej je bilo v samostanu verjetno precej več kot 20 menihov.

#### Poznejša srednjeveška zgodovina
Sodobna poslikava kornih sten je oblikovana po zgledu na umetnine iz srednjega veka. Sir Gilbert Scott je našel ostanke slikarstva za lesenimi klopmi, ko jih je restavriral leta 1870. Slike so zato delno izvirne in delno verodostojne. Nadomestni levi in fleur-de-lis (heraldična lilija) kažejo zmago Edvarda III., ko je prevzel oblast nad Francozi. Leta 1356 je Edvard, Črni princ porazil Ivan II. v Franciji pri Poitiersu in ga zaprl. 2. julija 1360 je Janez na poti domov v Rochestru daroval 60 kron (15 £) za cerkev svetega Andreja. 
Oratorij, predviden za prebivalce Rochestra, ni rešil razlike med menihi in mestom. Morebitna rešitev je bila gradnja cerkve svetega Nikolaja na severni strani stolnice. Pot po zahodnem koncu severne ladje je bila zaprta, da je procesija lahko hodila vzdolž severne stranske ladje stolnice pred odhodom skozi zahodna vrata.
Sredi 15. stoletja sta bili zaključeni svetlobno nadstropje in obokanje severnega kora in dodana nova okna stranske ladje v novem poznogotskem  slogu. Leta 1470 je bilo končano veliko zahodno okno stolnice in na koncu, okrog leta 1490, kar je zdaj Marijina kapela. Rochestrska stolnica, čeprav je ena manjših stolnic v Angliji, prikazuje vse sloge od romanike in gotike. 
Leta 1504 je bil za škofa Rochestra imenovan John Fisher. Bil je mentor mlademu princu Henriku in nato kralju Henriku VIII. Podpiral je protiluteransko politiko vse do izdaje razveze in razhoda z Rimom v zgodnjih 1530-ih. Fisher je ostal zvest Rimu in za obrambo papeža je bil povzdignjen v kardinala maja 1535. Kralja Henrika je ta poteza jezila in 22. junija 1535 je bil kardinal Fisher obglavljen v Tower Greenu (prostor v londonskem Towru, kraljevskem gradu v Londonu, kjer so bili obglavljeni dve angleški kraljevi ženi in več drugih britanskih plemičev).
Henrik VIII. je obiskal Rochester 1. januarja 1540, ko se je prvič srečal z Ano Klevsko in bil "zelo razočaran". Ali je to povezano ali ne, star samostan svetega Andreja je bil ukinjen s kraljevim ukazom kot eden zadnjih samostanov.

### Sodobni temelji

#### Državljanska vojna
Stolnica je zahtevala neprekinjeno vzdrževanje. Leta 1664 so jo obnavljali v južni stranski ladji in leta 1670 v severni stranski ladji. Leta 1679 je bil v nevarnem stanju zvonik, o čemer je poročal arhitekt Samuel Guy. Leta 1705 so začeli s svincem obnavljati streho in delo končali leta 1724. Med letoma 1742 in 1743 je bilo glavno delo v koru dovolj moteče, da sta dekan in kapitelj uporabljala bližnjo cerkev svetega Nikolaja. Leta 1749 so obnovili zvonik, med 1765 in 1772 pa zahodna sprednja stolpa. 
Leta 1751 so morali podpreti južni transept in stransko ladjo, razbremeniti streho in podpreti zid v kripti. Leta 1798 je Edward Hasted opisal stolnico in njeno okolico v delu History and Topographical Survey of the County of Kent (Zgodovina in topografska raziskava grofije Kent). Leta 1791 so bile končane nove orgle.

#### Od 19. stoletja dalje
Od leta 1825 do 1830 je bil škofijski arhitekt Lewis Nockalls Cottingham. Koru in južnemu transeptu so morali zaradi suhe gnilobe zamenjati ostrešje. Stena med transeptom in južno stransko ladjo se je še vedno nagibala in ukrep dvajsetega stoletja je dejansko poslabšal položaj. Cottingham je zgradil novo zunanjo podobo z učinkovitimi oporniki v prvotno steno. Stolp je bil porušen in obnovljen brez zvonika. Vzhodni konec je preoblikoval z znižanjem oltarja in odstranil star oltarni zaslon. Različna okna in loke so odprli in v enem od njih je bila odkrita grobnica škofa Johna de Sheppeyja. 
Cottinghamu je bila naložena tudi naslednja faza obnove. Leta 1840 so obnovili prižnico in škofov prestol. Odstranitev stare prižnice je pokazala srednjeveško sliko Wheel of Life (Življenjsko kolo), ki je danes na vzhodnem koncu kornih klopi. To je najstarejša taka slika v Angliji. Nov zgornji strop križišča, nov baldahin za Johna de Sheppeyja, čiščenje beleža in prenova kripte, vse je bilo narejeno v tem obdobju.
Od leta 1871 do 1877 je bilo delo zaupano siru Georgeu Gilbertu Scottu. Prva faza dela je bilo popravilo svetlobnega nadstropja v ladji. Južni transept je bil podprt, les pa obnovljen. Severni transept je dobil nova zahodna okna in nova vrata. Oba imata obnovljene zidove. Zatrep in strehe so bile predelane v staro obliko skladno z risbami. Zaslon orgel je bil obnovljen v prvotni obliki, morda napačno, saj je zdaj na drugi strani prižnice, kot je bil v dneh Nikolajevega oltarja. Zatrep na vzhodnem koncu je bil postavljen, ujemajpče strehe pa zaradi pomanjkanja finančnih sredstev še ni bilo. Vzhodno okno ("grdo" po Palmerju) je bilo nadomeščeno z današnjim. Tla prezbiterija so bila znižana in celoten vzhodni del stavbe ponovno tlakovan. Kor in klopi so bili obnovljeni s pomočjo izvirnega materiala, če je le bilo mogoče. Delo je odkrilo izvirnega leva in fleur-de-lis, heraldično umetnino, na kateri je Scott utemeljil svojo dekoracijo kora. 
V spomin na dekana Scotta je korni zaslon okrašen s trenutnimi kipi, ki jih je naredil J. Loughborough Pearson. Pearson je leta 1888 tudi nadziral  obnovo zahodne fasade in dele prednjih sten. Stolpa sta bila ponovno na prvotni višini in obliki ter severna dvokapna kupola narejena kot kopija partnerja na jugu. Ob tem delu so odkrili in označili stare temelje prvotne cerkve. 
Leta 1904 je bil prvotni zvonik postavljen ob Scottovem stolpu, kar ustvarja silhueto, kakršna je danes. Leta 1998 je bila okolica zunaj velikega zahodnega vhoda na novo tlakovana in ob tem so odkrili dodatne saške temelje. Obarvani nizi določajo oris. 
Ob 1400. obletnici stolnice leta 2004 je novo fresko naslikal ruski slikar ikon Sergej Fedorov.

## Arhitektura

### Zunanjost
Zahodna fasada obvladuje osrednje veliko poznogotsko (perpendikularno) zahodno okno. Nad oknom se okapnik konča z majhno izrezljano glavo na vsaki strani. Linija strehe ladje je označena s potekom zidakov, nad katerimi se dviga v prsobran. Pod oknom so slepe arkade  na vrhu velikega zahodnega vhoda prekinjene. Nekatere niše v arkadah so napolnjene s kipi. Pod arkadami vrata spremljajo normanske vdolbine. Vrata sama so normanska s koncentričnimi okrašenimi loki. V polkrožnem timpanonu je v središču upodobljen Kristus v slavi s svetim Justom in Ethelbertom, ki ga spremljata na obeh straneh vrat. Podpora svetnikom so angeli, ki jih obkrožajo simboli štirih evangelistov: sveti Matej (angel), sveti Marko (lev), sveti Luka (bik) in  Janez (orel). Na prekladi spodaj je dvanajst apostolov in na stebru kralj Salomon in kraljica iz Sabe. Znotraj velikih zahodnih vrat je steklena veranda, ki omogoča, da so vrata ves dan odprta.
Na obeh straneh ladje se  na koncu dviga stolp, ki oblikuje spoj prednje in ladijske stene. Stolpi so okrašeni s slepimi arkadami na petih nivojih in se nad streho končajo s piramidno fialo. Konca stranskih ladij sta normanska. Vsak ima velik krožen lok, ki vsebuje okno in v severni vdolbini so majhna vrata. Nad vsakim lokom so navaden zid s slepimi arkadami, zid na strešni liniji in raven parapet. Spremljevalna stolpa sta normanska v spodnjem delu s slogom iz kasnejšega dela. Nad navadnimi bazami obstajajo štiri nadstropja slepih arkad, zaključenih z osmerokotnim zvonikom.
Zunanjost ladje in njenih stranskih ladij je neopazna, razen zazidanih severozahodnih vrat, ki so omogočala dostop od stolnice do sosednje Nikolajeve cerkve. Severni transept je dosegljiv s High Streeta prek Black Boy Alley, srednjeveške romarske poti. Okras je zgodnjeangleški, ki ga je predelal sir Gilbert Scott. Zatrep je obnovil s prvotnim visokim zaključkom iz spodnjega, sprejetega na začetku 19. stoletja. Sam zatrep je odmaknjen od glavne steni z ograjo s hodnikom. Prav tako je obnovil romarski vhod in odprl slepo arkado v severnem delu zahodne stene.
Vzhodno od severne prečne ladje so vrata Sextry. Izvirajo iz časa vladavine Edvarda III. in imajo lesene domače prostore zgoraj. Območje onstran je bilo prvotno zaprto, vendar je zdaj odprto za High Street skozi spominski vrt in vrata. Onstran vrat Sextry je vhod v Gundulfov stolp, ki se uporablja kot zasebna zadnja vrata do stolnice.
Severni kor transepta in vzhodni konec so vsi v zgodnjeangleškem gotskem slogu, spodnja okna osvetljujejo kripto, ki je zgodnejša. Na vzhodni konec stolnice je priključen vzhodni konec kapiteljske dvorane, ki je v istem slogu. Natančna oblika vzhodnega konca je bolj sodobna, kot se zdi, kar je v veliki meri zaradi dela Scotta v 19. stoletju. Scott je postavljal zatrep s prvotnim visokim zaključkom, vendar zaradi pomanjkanja sredstev niso bili postavljeni na strehah; leta 1897 je Palmer ugotovil da Strehe še vedno izražajo ustrezne, velike in vidne zaključke.«
Na južni strani stolnične ladje sta glavni transept in zadaj sodobna veranda. Hodnik med transeptoma je samo opora za starejšo steno in podpira zunanji oporni lok. Nenavaden položaj tega zidu je najbolje razložiti, če upoštevamo notranjost, spodaj. Na južni steni prezbiterija je v kapiteljski dvorani skrita struktura iz 18. stoletja.

### Križni hodnik in pomožne zgradbe
Križni hodnik je bil v središču samostana, njegove obrise je mogoče spremljati iz zunanjosti križnega hodnika. Vzhodni del je nastal s kapiteljsko hišo in dormitorijem škofa Ernulfa, od tega je ohranjena le zahodna stena. Južno od križnega hodnika so refektorij, delo priorja Heliasa (znan tudi kot Élie) približno iz leta 1215, spodnji del ostankov stene in masivna konstrukcija. Tam je bilo treba rešiti problem, starejši križni hodnik je bil omejen z rimskim obzidjem. Helias je preprosto prodrl skozi to z vrati in uporabil steno kot severno steno refektorija. 

### Gundulfov stolp
Takoj severno od stolnice in ugnezden med kor transepta, romarske stopnice in vrata Sextry je Gundulfov stolp iz 11. stoletja. To je najstarejši del stolnice nad tlemi. Do 18. stoletja se je dvigal tako visoko kot sosednji deli cerkve, približno 20 metrov. V 19. stoletju je močno razpadel, dokler leta 1897 niso ostale samo ruševine. Spodnji del stolpa je bil pokrit in zaščiten leta 1925. Večino stroškov (1400 £) so dali prostozidarji. Plošča na levi strani, pritrjena na steno, govori o tem. Tri nadstropja so zdaj zasedena z glasbenim oddelkom stolnice.

### Ladja
Zahodni del ladje je v bistvu tak, kot ga je zasnoval Gundulf. Po Georgeu H. Palmerju (ki v bistvu sledi St. Johnu Hopu) sta "Rochester in Peterborough verjetno najboljša primera normanske ladje v državi". Glavna arkada je zaključena z zidcem pod triforijem. Triforij je normanski z nadaljnjim zidcem zgoraj. Zgornja okna svetlobnega nadstropja so v poznogotskem (perpendikularnem) slogu. Iz kapitelov pilastri rastejo do prvega zidca, vendar se zdi, da so bili odstranjeni iz nadstropja triforija. Prvotno so morda podpirali ostrešje ali pa celo podpirali obok. 
Najvzhodnejši obok na triforiju se zdi normanski, vendar je delo zidarjev 14. stoletja. Končni obok ladje je visoka gotika (Decorated style). Omeniti je treba severni steber, ki verjetno nosi oratorij, kapelo zgoraj. 
Stranske ladje so preproste z ravnimi pilastri. Vzhodna oboka imata nosilca. Ali je bil obok kdaj zgrajen, ni znano, sedanja lesena streha se razteza po celotni dolžini ladje.
Križišče je omejeno na vzhod s korno pregrado z orglami zgoraj. To je delo 19. stoletja in predstavlja osebnosti, povezane z zgodnjo stolnico. Nad križiščem so osrednji stolp, prostor za zvonove in predvsem zvonik. Strop križišča je znan po štirih zelenih možeh, vklesanih v sklepnikih. Od tal je viden oris lopute, skozi katero se lahko dvigajo in spuščajo zvonovi, ko je to potrebno. Tla so stopničasta do prižnice in omogočajo dostop do kora skozi korno pregrado.

### Severni transept
Severni transept je iz leta 1235 v zgodnjem angleškem gotskem slogu. Viktorijanska vstavitev okna je navedena v opisu zunanjosti. Izstopa freska krstilnice. Freska je delo ruskega umetnika Sergeja Fjodorova in je v obokani vdolbini. Izrez bi lahko bil nekdanji kraj oltarja svetega Nikolaja iz časa gradnje leta 1235, dokler ga niso preselili na zaslon pred prižnico leta 1322. "Jesujev oltar" je stal tudi tu nekje, kot je razvidno iz plitve kotanje, postavljene na desni strani. Obokanje je nenavadno, osemdelno. Romarska vrata so zdaj vhod za obiskovalce in imajo dostop za invalide.

### Južni transept in Marijina kapela
Prvotna Marijina kapela je bila zgrajena na jugu transepta, zunaj križišča. Oltar Blažene device Marije je stal v vzhodnem loku transepta. Vidni so sledovi poslikav na vzhodni steni in pod obokom. Slike zarisujejo kraj srednjeveškega severnega zaslona Marijine kapele. Okoli leta 1490 je bila ta kapela podaljšana proti zahodu s predrtjem zahodne stene z velikim lokom in gradnjo kapelice proti obstoječi južni stranski ladji stolnice. Iz notranjosti Marijine kapele se v zgornjih delih dveh manjših oken v nadstropju lahko vidi korni lok. Pozneje je bil pod lok nameščen zaslon in sedanja Marijina kapela je nastala leta 1490 v podaljšku.
Južni transept je v zgodnjem visokogotskem slogu. Vzhodni zid je en sam širok lok na nivoju arkade. Dvoje vrat je v loku, od katerih nobena niso uporabljena, pri čemer so severna skrita v spomin na dr. Williama Franklina. Na južni steni je znan spomenik Richarda Wattsa,  "obarvane prsi z dolgo sivo brado". Po Palmersu je bila nekoč tu medeninasta plošča Charlesa Dickensa, je le obris, plošča pa je prenesena na vzhodno steno kora transepta. Zahodna stena je napolnjena z velikim obokom zgoraj omenjenim z zaslonom, ki deli današnjo Marijino kapelo.
Marijina kapela je zdaj v visokogotskem slogu -s tremi okni ob južni steni in dvema v zahodni steni. Slog je lahek in zračen, ustreza mirnemu normanskemu delu ladje. Oltar je bil postavljen ob južni steni. Okno vitraj je sodobno in pripoveduje zgodbo evangelija.
- Oznanjenje in Kristusovo rojstvo
- Sveta Elizabeta in poklon Treh kraljev
- Sveta Marija Magdalena in predstavitev v templju
- Sveta Margareta Škotska in razpelo
- Kralj Artur in vnebohod

Prva štiri okna imajo spodaj različna posvetila, peto ima stolnico, grb Kenta in Rochestra s posvetilom: "V slavo Boga ter v ponos in večen spomin na stare rochestrske škofe, ki so žrtvovali življenje za svojo državo v veliki vojni 1914–1918." Spodaj je kamnita tabla z njihovimi imeni. V četrtem oknu je nekoliko kasnejša tabla v spomin na škofe iz let 1939 do 1945.